# لیملو (بیله‌سوار)
لیملو یک منطقهٔ مسکونی در ایران است که در دهستان قشلاق جنوبی واقع شده‌است. براساس سرشماری مرکز آمار ایران در سال ۱۳۹۵، لیملو ۱۲۵ نفر جمعیت دارد.